# Bölkum (Ruppichteroth)
Bölkum ist ein Ortsteil der Gemeinde Ruppichteroth.

## Geographie
Der Weiler liegt in einer Höhe von 240 m ü. NHN auf den Hängen des Bergischen Landes. Nachbarorte sind Stranzenbach im Nordosten, Hodgeroth im Südosten und Röttgen im Nordosten.

## Geschichte
1666 lebten hier laut der damaligen Huldigungsliste die Familien von Dieterich, Johannes Nefferdorf, Willem Muhrer, Arnold Schneider, Kerstgen Schmitt, Thiell Hoffgens, Johannes Muher, Hein Hoffgens, Willem Wenner, Willem Halffman und Arnoldt Schuster.
1809 hatte Bölkum 31 katholische und 26 lutherische Einwohner. Außerdem lebten hier 16 jüdische Bürger (Stand 1811).
1901 hatte Bölkum 94 Einwohner. Haushaltsvorstände waren Maurer Christian Fassbender, Ackerer Gerhard Fassbender und Maurer Joh. Fassbender, die Familien Höffgen mit Maurer August, Gastwirt Heinrich, Schreiner Peter und Ackerer Wilhelm, Maurer Daniel Koch, Ackerin Wwe. Philipp Kunz, Maurer Joh. Heinrich Lang, Kleinhändler H. W. Leymann, Maurer Wilhelm Lutz, Maurer Eduard Prinz, Ackererin Wwe. Heinrich Schmidt, Lehrer Otto Stickelhagen sowie die Familien Stöcker: Ackerer August, Maurer Daniel und Maurer Wilhelm.

### Schule
Am 4. November 1896 wurde in Bölkum nach einjähriger Bauzeit eine evangelische Schule eingeweiht. Zum Schulbezirk gehörten neben Bölkum Hodgeroth, Millerscheid und die Ruppichterother Ortsteile Stranzenbach und Straße. 1913 hatte die Schule 60 Schüler. 1920 wurde der Bau elektrifiziert, 1960 erfolgte endgültig ein Anschluss an die öffentliche Trinkwasserversorgung. Die evangelische Volksschule wurde dann zum 1. August 1967 wegen zu geringer Schülerzahlen geschlossen.
Auf dem Schulhof wurde 1953 ein Denkmal für die Gefallenen der beiden Weltkriege aus dem Schulbezirk errichtet.
Das Gebäude ist unter der Nr. 49 in die Liste der Baudenkmäler in Ruppichteroth eingetragen.